# ABN AMRO World Tennis Tournament 2020
ABN AMRO World Tennis Tournament 2020 byl tenisový turnaj pořádaný jako součást mužského okruhu ATP Tour, který se odehrával v aréně Ahoy Rotterdam na krytých dvorcích s tvrdým povrchem GreenSet. Konal se mezi 10. až 16. únorem 2020 v nizozemském Rotterdamu jako čtyřicátý osmý ročník turnaje.
Turnaj s rozpočtem 2 155 295 eur patřil do kategorie ATP Tour 500. Nejvýše nasazeným hráčem ve dvouhře se stal pátý tenista světa Daniil Medveděv z Ruska, jenž prohrál v úvodním kole s Kanaďanem Vaskem Pospisilem. Jako poslední přímý účastník hlavní singlové soutěže nastoupil 60. hráč žebříčku, Portugalec João Sousa.
Jubilejní desátý singlový titul na okruhu ATP Tour  vybojoval 33letý Francouz Gaël Monfils, který tak rotterdamskou trofej obhájil. Šestnáctý společný titul ve čtyřhře z dvacátého druhého finále čtyřhry si odvezli Francouzi Pierre-Hugues Herbert a Nicolas Mahut, kteří navázali na rotterdamský triumf z roku 2018.
Na programu byly také soutěže dvouhry a čtyřhry vozíčkářů, turnaje kategorie ITF 1 okruhu UNIQLO Tour. V singlu triumfoval Brit Alfie Hewett, jenž získal i deblovou trofej v páru s krajanem Gordonem Reidem.

## Distribuce bodů a finančních odměn

### Distribuce bodů
| Soutěž  | vítězové | finalisté | semifinalisté | čtvrtfinalisté | 16 v kole | 32 v kole | Q  | Q2 | Q1 |
| ------- | -------- | --------- | ------------- | -------------- | --------- | --------- | -- | -- | -- |
| dvouhra | 500      | 300       | 180           | 90             | 45        | 0         | 20 | 10 | 0  |
| čtyřhra | 500      | 300       | 180           | 90             | 0         | —         | —  | —  | —  |

### Finanční odměny
| Soutěž                                      | vítězové  | finalisté | semifinalisté | čtvrtfinalisté | 16 v kole | 32 v kole | Q2      | Q1      |
| ------------------------------------------- | --------- | --------- | ------------- | -------------- | --------- | --------- | ------- | ------- |
| dvouhra                                     | 406 840 € | 204 200 € | 103 675 €     | 54 985 €       | 28 080 €  | 15 510 €  | 7 700 € | 3 925 € |
| čtyřhra                                     | 130 680 € | 63 980 €  | 31 250 €      | 16 470 €       | 8 500 €   | —         | —       | —       |
| částka v deblových soutěžích uváděna na pár |           |           |               |                |           |           |         |         |

## Mužská dvouhra

### Nasazení
| Stát                           | Hráč                  | ATP | Nasazení |
| ------------------------------ | --------------------- | --- | -------- |
| Rusko                          | Daniil Medveděv       | 5.  | 1.       |
| Řecko                          | Stefanos Tsitsipas    | 6.  | 2.       |
| Francie                        | Gaël Monfils          | 9.  | 3.       |
| Belgie                         | David Goffin          | 10. | 4.       |
| Itálie                         | Fabio Fognini         | 11. | 5.       |
| Španělsko                      | Roberto Bautista Agut | 12. | 6.       |
| Rusko                          | Andrej Rubljov        | 15. | 7.       |
| Kanada                         | Denis Shapovalov      | 16. | 8.       |
| Žebříček ATP ke 3. únoru 2020. |                       |     |          |

### Jiné formy účasti
Následující hráči obdrželi divokou kartu do hlavní soutěže:
- Tallon Griekspoor
- Robin Haase
- Jannik Sinner

Následující hráč obdržel do hlavní soutěže zvláštní výjimku:
- Vasek Pospisil

Následující hráči postoupili z kvalifikace:
- Grégoire Barrère
- Márton Fucsovics
- Philipp Kohlschreiber
- Michail Kukuškin

### Odhlášení
před zahájením turnaje
- Lucas Pouille → nahradil jej  Aljaž Bedene
- Jo-Wilfried Tsonga → nahradil jej  Gilles Simon
- Stan Wawrinka → nahradil jej  Alexandr Bublik

## Mužská čtyřhra

### Nasazení
| Stát                                                                                   | Hráč                  | Stát       | Hráč          | ATP | Nasazení |
| -------------------------------------------------------------------------------------- | --------------------- | ---------- | ------------- | --- | -------- |
| Německo                                                                                | Kevin Krawietz        | Německo    | Andreas Mies  | 23. | 1.       |
| Francie                                                                                | Pierre-Hugues Herbert | Francie    | Nicolas Mahut | 36. | 2.       |
| Nizozemsko                                                                             | Wesley Koolhof        | Chorvatsko | Nikola Mektić | 36. | 3.       |
| Nizozemsko                                                                             | Jean-Julien Rojer     | Rumunsko   | Horia Tecău   | 37. | 4.       |
| Žebříček ATP ke 3. únoru 2020; číslo je součtem žebříčkového postavení obou členů páru |                       |            |               |     |          |

### Jiné formy účasti
Následující páry obdržely divokou kartu do hlavní soutěže:
- Sander Arends /  David Pel
- Stefanos Tsitsipas /  Nenad Zimonjić

Následující pár postoupil z kvalifikace:
- Henri Kontinen /  Jan-Lennard Struff

### Odhlášení
v průběhu turnaje
- Fabio Fognini (poranění dolní končetiny)

## Přehled finále

### Mužská dvouhra
- Gaël Monfils vs.  Félix Auger-Aliassime, 6–2, 6–4

### Mužská čtyřhra
- Pierre-Hugues Herbert /  Nicolas Mahut vs.  Henri Kontinen /  Jan-Lennard Struff, 7–6(7–5), 4–6, [10–7]